# Hermann Kant

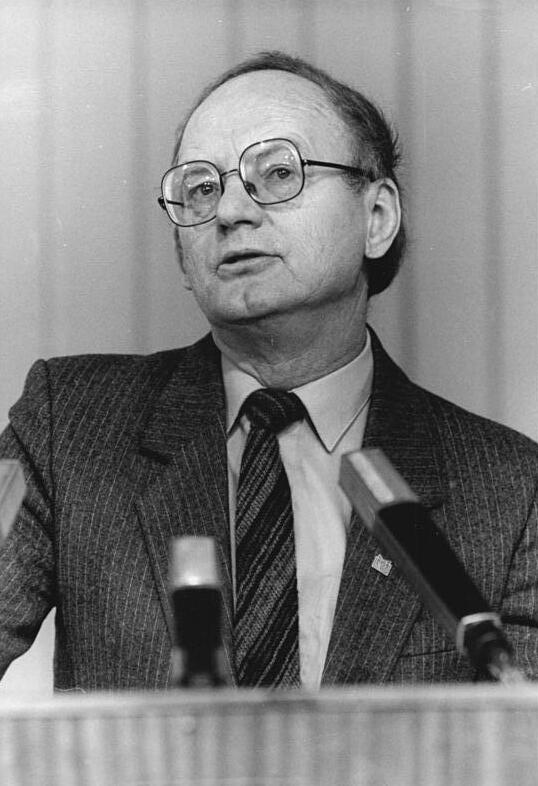
Hermann Kant (1987)

Hermann Kant (* 14. Juni 1926 in Hamburg; † 14. August 2016 in Neustrelitz) war ein deutscher Schriftsteller, Politiker der SED und IM "Martin" für das MfS. Kant hatte eine Reihe von Funktionen in der DDR inne: von 1981 bis 1990 war er Abgeordneter der Volkskammer der DDR und von 1986 bis 1989 Mitglied des ZK der SED. Aufgrund seiner Positionen war er an der Ausgestaltung und Durchsetzung der parteilichen Kulturpolitik und der damit verbundenen  Zensur in der DDR beteiligt.  
Seine Bücher wurden in zahlreiche Sprachen übersetzt und erzielten in der DDR hohe Auflagen. Als sein Hauptwerk gilt das Buch Die Aula.

## Leben

### Frühe Jahre
Hermann Kant wurde 1926 in Hamburg als Sohn einer Fabrikarbeiterin und eines Gärtners in ärmlichen Verhältnissen geboren. Sein zehn Jahre jüngerer Bruder Uwe wurde später ein bekannter Kinderbuchautor. Wegen der drohenden Bombenangriffe auf Hamburg zog die Familie 1940 nach Parchim, wo sein Großvater väterlicherseits als Töpfermeister lebte. Nach der Volksschule begann Kant eine Elektrikerlehre in Parchim, die er 1944 erfolgreich als Monteur beendete. Ab 8. Dezember 1944 leistete er Kriegsdienst in der Wehrmacht. Er geriet in polnische Kriegsgefangenschaft und wurde zunächst im Warschauer Gefängnis Mokotów, später in einem Arbeitslager inhaftiert, das sich auf dem Gelände des Warschauer Ghettos befand. Dort war er Mitbegründer des Antifakomitees und Lehrer an der Antifa-Zentralschule. Während dieser Zeit begegnete ihm die Schriftstellerin Anna Seghers, die ihn nachhaltig beeindruckte. Nach seiner Entlassung ging er 1949 in die DDR und trat dort der SED bei.
1952 holte Kant das Abitur an der Arbeiter-und-Bauern-Fakultät (ABF) in Greifswald nach. Von 1952 bis 1956 studierte er Germanistik an der Humboldt-Universität zu Berlin. Seine Diplomarbeit trug den Titel Die Darstellung der ideologisch-politischen Struktur des faschistischen deutschen Heeres in Pliviers Roman Stalingrad. Anschließend arbeitete er bis 1957 als wissenschaftlicher Assistent am Germanistischen Institut und von 1957 bis 1959 als Chefredakteur der Studentenzeitschrift Tua res. 1960 wurde er freiberuflicher Mitarbeiter des Schriftstellerverbandes der DDR.

### Der Schriftsteller

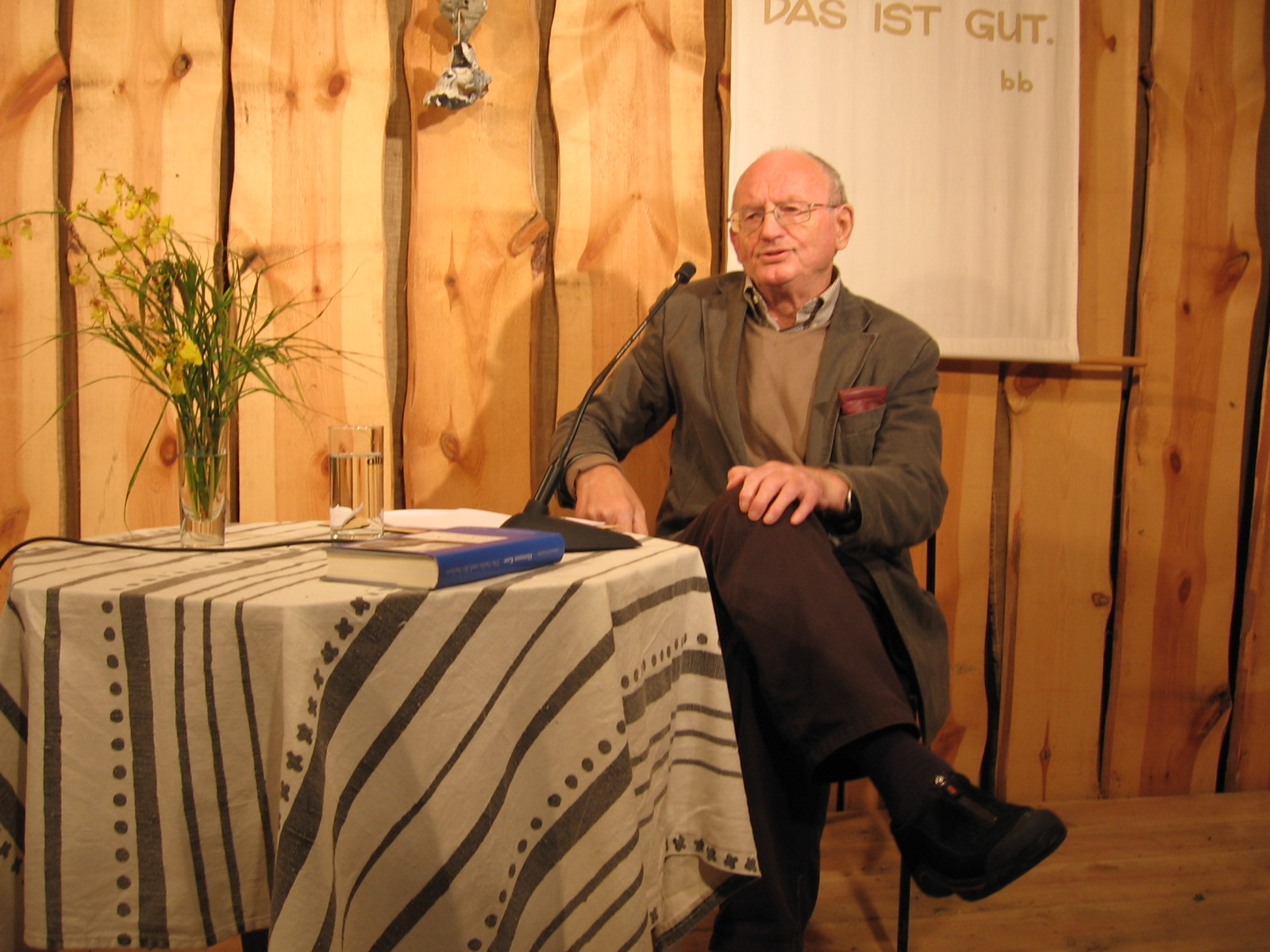
Hermann Kant (2008)

Kants erstes Buch war der 1962 erschienene Erzählband Ein bißchen Südsee. Schon darin waren die stilistischen Einflüsse der amerikanischen Short Story und von Autoren wie O. Henry sowie Kants für die damalige DDR-Literatur neue satirische und (selbst)ironische Schreibweise erkennbar.
In seinem ersten Roman Die Aula (1965) beschrieb Kant eigene Erlebnisse an der Arbeiter-und-Bauern-Fakultät. Im Buch ist die Schließung der ABF Anlass für eine Abschlussfeier, auf der die Hauptfigur eine Rede halten soll, für die sie dem Schicksal ihrer Mitstudenten und damit einem Teil ihres eigenen Lebens und der Pionierzeit der DDR erzählerisch nachgeht. „Kants bekanntester und bester Roman“ machte ihn in Ost und West schlagartig bekannt, auch weil das Buch in beiden deutschen Staaten kontrovers diskutiert wurde. Während in der DDR überwiegend das „parteiliche Bekenntnis“ der kantschen Hauptfiguren zur „sozialistischen Entwicklung“ gelobt wurde, warf Marcel Reich-Ranicki Kant vor, er sei zu feige, die Wahrheit über die Verhältnisse in der DDR zu schreiben.
1972 erschien der Roman Das Impressum, in dem er seinen Stil weiter perfektionierte. Der Veröffentlichung war eine mehrjährige Auseinandersetzung mit Teilen der DDR-Kulturbürokratie vorausgegangen, bei der man Kant eine Fehldarstellung gesellschaftlicher Konflikte vorwarf. 1976 veröffentlichte er den Entwicklungs- und Bildungsroman Der Aufenthalt. Erzählt wird die Geschichte Mark Niebuhrs, eines irrtümlich als Kriegsverbrecher inhaftierten Deutschen. Mit den positiven sozialistischen Romangestalten hat Kants „Held“ nichts mehr zu tun. Es wird keine vorbildliche „Wandlung“ beschrieben, keine „Bekehrung“ oder „Erleuchtung“, sondern Erkenntnis durch „Ernüchterung“. 1983 folgte die DEFA-Verfilmung Der Aufenthalt.
Daneben schrieb Kant gelegentlich auch Drehbücher und Szenarios, so für Günter Reischs Spielfilm Ach, du fröhliche … (1962 – mit Nebenrolle) und nach einer eigenen Erzählung für Ulrich Theins Fernsehfilm Mitten im kalten Winter (1968).
Ab den 1970er Jahren nahm Kant trotz seines eher schmalen Œuvres einen „gewichtigen Stellenwert“ in der Gegenwartsliteratur der DDR ein und hatte sie „unübersehbar mitgeformt“. Heiner Müller beispielsweise bezeichnete Kants Erzählung Bronzezeit (1986) in seiner Autobiographie als „die schärfste DDR-Satire“, die er in den letzten Jahren gelesen habe. Für viele andere Kollegen, Literatur- und Gesellschaftskritiker war Kant dagegen zum „Muster und Inbegriff des ebenso wendigen wie windigen Kompromissliteraten“ geworden, der zwischen Konformismus und Konfrontation laviere; ein Eindruck, der durch seine schwankende Haltung als Literaturfunktionär verstärkt wurde. So blieb Kant in Ost und West „eine der umstrittensten Figuren der DDR-Literatur“.
In der Nachwendezeit erschienen zunächst Kants Autobiographie Abspann (1991), in der er „viele Kunstmittel nutzt, um seine Position, sein Verhalten und sein Handeln in der DDR in ein helles und freundliches Licht zu rücken“ (so der Germanist Paul Gerhard Klussmann), sowie der Roman Kormoran (1994). Seine späten Romane waren ebenfalls autobiographisch geprägt: In dem „Rechtfertigungsroman“ Okarina (2002), in dem die Hauptfigur des Buchs Der Aufenthalt, Mark Niebuhr, wieder vorkommt, wird dessen Wandlung vom Wehrmachtssoldaten zum Antifaschisten erzählt, während in Kino (2005) ein alter Schriftsteller in der Hamburger Fußgängerzone die Vorbeigehenden beobachtet. 2010 erschien als letzter Roman Kennung.

### Funktionärstätigkeit

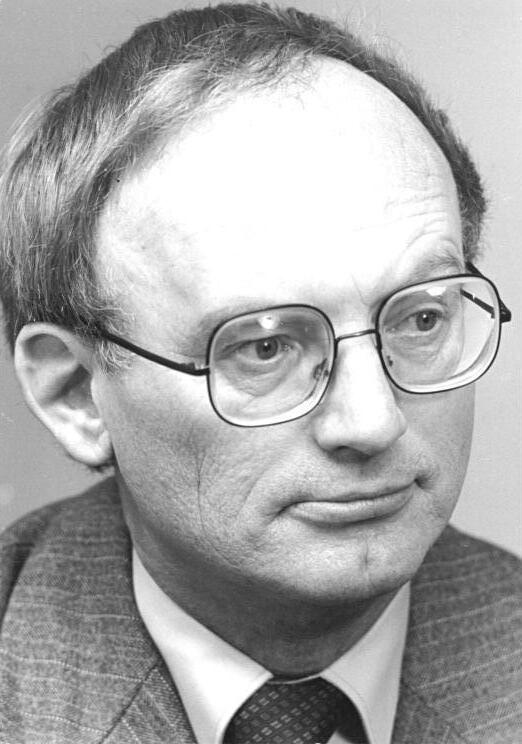
Hermann Kant (1982)

An der Humboldt-Universität übernahm Kant in den 1950er Jahren die Funktion des Parteisekretärs der Germanisten-Grundorganisation und wurde später Mitglied der Universitäts-Parteileitung. Zwischen 1974 und 1979 war er Mitglied der SED-Bezirksleitung Berlin, von 1981 bis 1990 SED-Abgeordneter der Volkskammer der DDR, 1986 bis 1989 Mitglied des ZK der SED. Seit 1990 gehörte er der PDS bzw. ihren Nachfolgeorganisationen an.
1959 wurde er Mitglied des Schriftstellerverbandes der DDR, 1964 Mitglied im PEN-Zentrum Ost und West, in dessen Präsidium er von 1967 bis 1982 war. 1969 wurde er Vizepräsident des DDR-Schriftstellerverbands. Sein „geschicktes Krisen-Management“ bei der Biermann-Ausbürgerung im November 1976 qualifizierte ihn für den Posten des Verbandspräsidenten. In dieses Amt, das er als Nachfolger von Anna Seghers bis 1990 bekleidete, wurde er beim VIII. Schriftstellerkongress im Mai 1978 gewählt.
Seine „umstrittene Position in der Nähe des SED-Politbüros“ zeigte sich bei Kants öffentlichem Auftreten als Befürworter oder Exekutor staatlicher Sanktionen. So kommentierte er 1976 die Übersiedlung des Schriftstellers Reiner Kunze mit den Worten „Kommt Zeit, vergeht Unrat“. 1979 sanktionierte er den Ausschluss von neun Schriftstellern durch den Berliner Bezirksverband, darunter Adolf Endler, Stefan Heym, Karl-Heinz Jakobs und Klaus Schlesinger. Später begründete Kant dieses Vorgehen mit der Drohung des Ersten Sekretärs der SED-Bezirksleitung Berlin, Konrad Naumann, anderenfalls den Bezirksverband aufzulösen. Andererseits versuchte Kant aber wiederholt, zwischen SED, Kulturbürokratie und Schriftstellern zu vermitteln. So half er 1978 Erich Loest beim Kampf um die Nachauflage des Buches Es geht seinen Gang in 10.000 Exemplaren in einem Thüringer Verlag, wobei er mit Rücktritt drohte. 1987 unterstützte er vorsichtig den Versuch von Günter de Bruyn und Christoph Hein, die Lockerung der „Druckgenehmigungspraxis“ (sprich: Zensur) zu erreichen.

### Nach der deutschen Wiedervereinigung
Aus der Akademie der Künste, deren Mitglied er seit 1969 war, trat Kant 1992 aus, ebenso aus dem PEN-Club, der einen „Ehrenrat“ zur „Selbstaufklärung“ eingesetzt hatte.

Nach der deutschen Wiedervereinigung wurden gegen Kant verstärkt Vorwürfe erhoben, er habe seit den 1960er Jahren dem Ministerium für Staatssicherheit (MfS) zugearbeitet, wobei die Angaben über den Zeitraum divergieren. Kant bestritt bis zuletzt, „jemals Inoffizieller Mitarbeiter des in Rede stehenden Ministeriums gewesen“ zu sein, und führte wiederholt erfolgreich Prozesse, um ihn betreffende Veröffentlichungen aus dem Aktenbestand der BStU zu unterbinden. Die Spiegel-Veröffentlichungen blieben aber unwidersprochen. Ein von Karl Corino herausgegebener Dokumentenband und Joachim Walthers Standardwerk Sicherungsbereich Literatur lassen allerdings keinen Zweifel an den engen Kontakten zwischen ihm und dem MfS. Kurz vor seinem 80. Geburtstag äußerte sich Kant zu dem Komplex in einem Radiointerview so:

„Das war für mich anfänglich eigentlich eine ganz selbstverständliche Sache, dass da diese Leute kamen und sagten: Hör mal zu, wir schützen die Republik und euern Verein besonders. Das fand ich zunächst mal sehr logisch. Ich konnte mich doch nicht für den Sozialismus und den sozialistischen Staat erklären, und zugleich gegen die, die das – wie sie sagten – schützen wollten. Das ging also nicht. Nur die Geschichte ist insofern komplizierter – nur hört von da an ja kaum noch jemand zu – als mir das nachher irgendwann furchtbar auf den Docht gegangen ist, weil diese Art von Weltuntergangsbefürchtungen, mit der diese Jungs ausgestattet waren, das fand ich lächerlich. Und ich habe irgendwann auch gesagt, nun lasst mich damit zufrieden. Aber es ändert nichts daran. Es ändert nichts daran, dass ich absolut verquickt bin mit dem, was man begreift als DDR.“

 Die Berliner Zeitung kommentierte: „Wen interessiert es heute noch, ob Kant nun wirklich nur in seiner Rolle als Schriftstellerfunktionär regelmäßig mit der Staatssicherheit gesprochen hat, oder ob er der IM Martin war, wie man ihm in den 90er-Jahren nachzuweisen versuchte?“ Die Welt dagegen wagte die Prognose: „Von dem Schriftsteller Hermann Kant könnte bleiben: Karl Corinos Studie Die Akte Kant …, ein Dokument der Verst[r]ickung.“ Kant selbst dagegen hoffte, „dass ich jenseits von allem anderen Gut und Böse hin und wieder gesagt kriege: Schuft magst du ja wohl sein, aber schreiben kannst du ganz ordentlich! Das reicht mir!“ Über die DDR resümierte er im Nachhinein, dass das Beste daran „der Traum [war], den wir von ihr hatten“.
Mitte der 1990er Jahre zog sich Kant in sein Haus in Prälank, einer zu Neustrelitz gehörenden Siedlung im Grünen, zurück. Wegen gesundheitlicher Probleme lebte er seit Ende 2015/Anfang 2016 in einer Einrichtung für betreutes Wohnen in Neustrelitz.

### Privates
Hermann Kant war in erster Ehe ab 1956 mit Lilliana Pfau (* 1931), in zweiter Ehe von 1971 bis 1976 mit der Künstlerin Vera Oelschlegel und in dritter Ehe von 1985 bis 1998 mit Marion Reinisch, einer Tochter des Komponisten Ernst Hermann Meyer, verheiratet.

## Auszeichnungen und Ehrungen

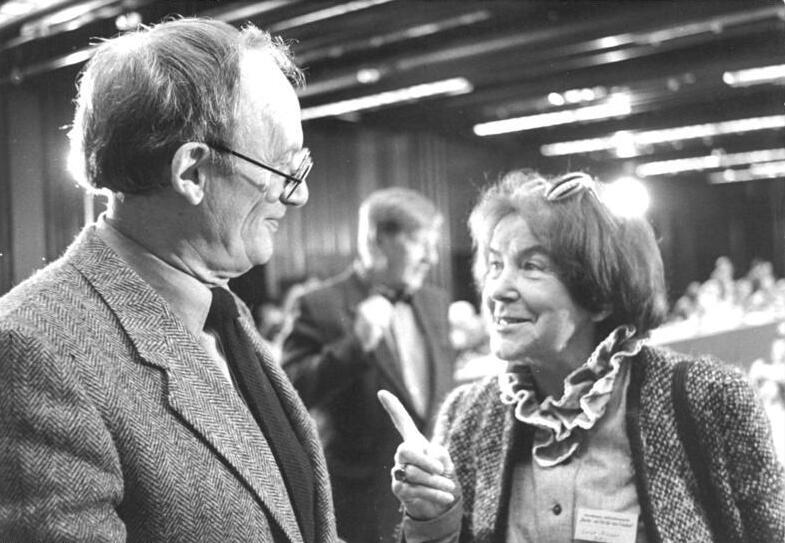
Hermann Kant mit Luise Rinser (1987)

- 1962: Heinrich-Heine-Preis des Ministeriums für Kultur der DDR
- 1963: Literaturpreis des FDGB
- 1967: Heinrich-Mann-Preis
- 1968: Händelpreis des Bezirkes Halle
- 1973: Nationalpreis der DDR
- 1976: Vaterländischer Verdienstorden in Silber
- 1978: Ehrentitel Held der Arbeit
- 1980: Ehrendoktor der Universität Greifswald
- 1983: Nationalpreis der DDR I. Klasse für Kunst und Literatur
- 1986: Vaterländischer Verdienstorden in Gold
- 1986: Orden der Völkerfreundschaft des Obersten Sowjets der UdSSR
- 1987: Goethe-Preis der Stadt Berlin

## Darstellung Kants in der bildenden Kunst der DDR
- Doris Kahane: Hermann Kant (1967, Öl, 90 × 70 cm)[32]

## Werke

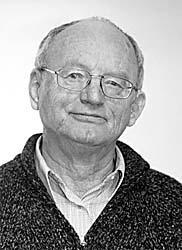
Hermann Kant (2001)

- Ein bißchen Südsee, Erzählungen, Rütten & Loening, Berlin 1962, DNB 452307872
  - Bertelsmann, Gütersloh 1968, DNB 457134259
- Die Aula, Roman, Rütten & Loening, Berlin 1965, DNB 452307864
- In Stockholm, Reisebeschreibung, Bild Lothar Reher, 1971
- Das Impressum, Roman, 1972
- Eine Übertretung, Erzählungen, Rütten und Loenig, Berlin, 1975
- Der Aufenthalt, Roman, 1977
- Der dritte Nagel, Erzählungen, Rütten und Loenig, Berlin, 1981
- Zu den Unterlagen, Publizistik, 1957–1980, 1981
- Krönungstag, Erzählung, 1986
- Bronzezeit, Erzählungen, 1986, ISBN 978-3-352-00025-6
- Die Summe, Satire („Eine Begebenheit“), 1987, ISBN 978-3-352-00217-5
- Abspann, Erinnerungen, 1991, ISBN 978-3-7466-1017-7
- Escape. Ein WORD-Spiel, 1995, ISBN 978-3-351-02326-3
- Kormoran, Roman, 1997  ISBN 978-3-7466-1192-1
- Okarina, Roman, 2002, ISBN 978-3-7466-1194-5
- Kino, Roman, 2005, ISBN 978-3-351-03036-0
- Die Sache und die Sachen, Gespräch mit Irmtraud Gutschke, 2007
- Kennung, Roman, Aufbau, Berlin 2010, ISBN 3-351-03301-X
- Lebenslauf. Zweiter Absatz, Aufbau, Berlin 2011, ISBN 978-3-351-03344-6
- Ein strenges Spiel, Kulturmaschinen-Verlag, Ochsenfurt 2015, ISBN 978-3-943977-60-8
- Therapie. Erzählungen und Essays, Hg. v. Irmtraud Gutschke, Aufbau Verlag, Berlin 2021, ISBN 978-3-351-03867-0

## Verfilmungen
- 1962: Ach, du fröhliche …, DEFA, Regie: Günter Reisch (nach einem Kant-Drehbuch und mit einem Cameo-Auftritt von Kant)
- 1968: Mitten im kalten Winter, DFF, Regie: Ulrich Thein
- 1983: Der Aufenthalt, DEFA, Regie: Frank Beyer
- 1991: Farßmann oder Zu Fuß in die Sackgasse, DEFA, Regie: Roland Oehme (basiert auf Der dritte Nagel, Bronzezeit, Die Sache Osbar und anderen Erzählungen Kants)